# Dictyna tyshchenkoi
Dictyna tyshchenkoi är en spindelart som beskrevs av Yuri M. Marusik 1988. Dictyna tyshchenkoi ingår i släktet Dictyna och familjen kardarspindlar. Utöver nominatformen finns också underarten D. t. wrangeliana.